# Aravind Eye Care System
A Aravind Eye Care System é uma instituição de fundos privados indiana de combate à cegueira.
Foi fundada em 1976 por iniciativa do cirurgião oftalmologista Govindappa Venkataswamy.
Por ano trata mais de 2,3 milhões de pessoas, e realiza mais de 270 444 cirurgias, sobretudo nas zonas rurais da Índia.
Integra cinco hospitais, um centro de produção de produtos oftalmológicos, uma fundação internacional de investigação e um centro de investigação.
Foi vencedora do Prémio de Visão António Champalimaud em 2007.